# 庶妃顏扎氏
庶妃顏扎氏，布顏之女，正黃旗包衣第二參領第二滿洲佐領下人。清太宗皇太極之小福晉，後世文獻稱為庶妃:181。

## 生平
目前並不清楚顏扎氏是在何時、以何方式被皇太極收為後宮主位。天聰元年（1627年）十月十八日子時，顏扎氏生皇太極第四子奉恩輔國公葉布舒，其後情況𣎴明。康熙三十年，康熙帝提及有一位皇太極的小福晉在順治十七年薨逝，有學者推測這位小福晉應該是顏扎氏或奉恩輔國公品級常舒之生母庶妃伊爾根覺羅氏:182-183。
今沈阳昭陵妃园寝有十一座土丘，其中各有四座位於中央、西側，而其餘三座則位於東側，所奉安的應該均為皇太極的後宮主位，如嘉慶朝的檔案就提及奉安者為懿靖大貴妃、康惠淑妃、以及「格格等九位」。目前學術界一般認為中央的四座土丘內有三座分別奉安敏惠恭和元妃、懿靖大貴妃和康惠淑妃的寶宮，而其餘七座則不明，但目前尚無定論:183。庶妃顏扎氏是否安葬于此，不得而知。

## 出身
庶妃顏扎氏為布顏（布彥）之女，鋪堪之孫女，至少有兄弟三人，即衮達什、那沙拉哈、安達理。其中，安達理初封為騎都尉，屢立戰功，曾被封為三等輕車都尉，但又因事降為騎都尉，在崇德八年皇太極崩逝時殉死，被追贈為三等男，世襲罔替。她的家族祖居葉赫地方，其兄弟安達理在天命初年努爾哈赤兼並葉赫部時率領族人來歸，被編入正黃旗包衣，並且有族內女子與皇子進行婚配的記錄，如安達理之孫女為皇太極第六子奉恩鎮國𢡱厚公高塞之嫡妻（即庶妃顏扎氏之侄孫女）:181。